# Cas de l'Organització Militar Trotskista Antisoviètica
El Cas de l'Organització Militar Trotskista Anti-Soviètica (rus: дело троцкистской антисоветской военной организации), també anomenat Cas Tukhatxevski o el Cas Militar (дело военных) va ser un judici secret celebrat el 1937 de l'alt comandament de l'Exèrcit Roig, orquestrat per Ióssif Stalin com a part de la Gran Purga.

## Els Acusats
El Cas dels Militars va ser un judici secret, a diferència dels Judicis Espectacle de Moscou. Tot i això, no va deixar de ser una farsa en la que la sentència estava predeterminada. L'antic funcionari soviètic i supervivent del Terror de Stalin Alexandr Barmine dubtava si realment hi va haver un judici o no, car Stalin havia ordenat prèviament que els vuit generals havien de ser afusellats immediatament després del seu consell de guerra. Es va usar la mateixa estratagema que a la resta d'acusats trobats per tot arreu durant les purgues de Stalin, i tradicionalment se'l considera com un dels judicis clau de la Gran Purga. El Mariscal Mikhaïl Tukhatxevski i els oficials superiors Iona Iakir, Ieronim Uborevitx, Robert Eideman, August Kork, Vitovt Putna, Boris Feldman i Vitali Primakov (així com Iakov Gamarnik, qui se suïcidà abans que comencessin les investigacions) van ser acusats de conspiració anti-soviètica i condemnats a mort; foren executats la nit de l'11 al 12 de juny de 1937, immediatament després que el veredicte fos lliurat per una sessió especial del Tribunal Suprem de l'URSS. El Tribunal va ser presidit per Vassili Ulrikh i incloïa als mariscals Vassili Bliúkher, Semion Budionni i als Comandants d'Exèrcit Iakov Alksnis, Borís Xàpoixnikov, Ivan Belov, Pavel Dibenko i Nikolai Kaxirin. De tots ells, només sobreviurien Ulrikh, Budionni i Xàpoixnikov a la purga que seguiria.
El judici seria seguit d'una gran purga de l'Exèrcit Roig. El setembre del 1938, el Comissari del Poble per la Defensa Kliment Voroixílov informà que un total de 37.761 oficials i comissaris van ser expulsats de l'exèrcit, 10.868 van ser detinguts i 7.211 van ser condemnats per crims anti-soviètics. El 30% dels oficials purgats 1937-9 van ser readmesos més endavant. Als anys 1950s, durant el mandat de Nikita Khrusxov molts d'ells foren rehabilitats amb la desestalinització.

## Rerefons
El judici havia estat precedit per diverses purgues de l'Exèrcit Roig. A mitjans de la dècada dels 20, Lev Trotsky va ser retirat del seu càrrec com a Comissari de la Guerra, i els seus seguidors coneguts van ser apartats de la milícia. Els antics oficials tsaristes ja havien sigut purgats a finals dels anys 20 i inicis dels 30. La darrera purga va ser acompanyada per "l'exposició" del "Complot dels Antics Oficials". La següent onada de detencions de comandants militars començà durant la segona meitat de 1936 i s'incrementà després de la Reunió Plenària del Comitè Central del VKP(b), durant el qual Viatxeslav Mólotov va demanar una exposició més completa dels demolidors de l'Exèrcit Roig, car havien estat trobats en tots els segments de l'economia soviètica.

## Proves, detenció i judici secret
El Mariscal Mikhaïl Tukhatxevski va ser detingut el 22 de maig de 1937 i acusat, juntament amb set comandants més de l'Exèrcit Roig, de la creació d'una conspiració militat dretista-trotskista i d'espionatge per Alemanya, basant-se en les confessions extretes a diversos oficials detinguts.
Abans de 1990, sovint s'argumentava que el cas contra els vuit generals estava basat en documents falsos creats per l'Abwehr, documents que van fer creure a Stalin que el complot havia estat fomentat per Tukhatxevski i d'altres comandants de l'Exèrcit Roig per tal de deposar-lo. Però després que els arxius soviètics fossin oberts als investigadors després de la caiguda de la Unió Soviètica, va fer-se evident que Stalin coneixia el complot fictici contra el general soviètic més famós i important, per tal de fer-lo caure d'una manera creïble. Seguint les ordres de Stalin, l'NKVD donà a instruccions a un dels seus agents, Nikolai Skoblin, perquè fes arribar a Reinhard Heydrich, cap de la intel·ligència nazi (el SD), informació sobre un complot preparat per Tukhatxevski i d'altres generals soviètics contra Stalin. Veient l'oportunitat de colpejar tant a la Unió Soviètica com a l'almirall Wilhelm Canaris, cap de l'Abwehr, Heydrich actuà immediatament amb aquella informació i provà de millorar-la, forjant una sèrie de documents que implicaven a Tukhatxevski i a altres comandants de l'Exèrcit Roig; aquest posteriorment van arribar als soviètics via Beneš i d'altres partits neutrals. Els arxius de Stalin contenien a més diversos missatges rebuts durant les dècades de 1920 i 1930, informant sobre les possibles relacions entre Tukhatxevski amb els líders nazis.
Mentre que els alemanys creien que havien tingut èxit en enganyar a Stalin al fer-lo executar els seus millors generals, realment només serviren com a uns útils peons de Stalin. És notable el fet que els documents falsificats no van ser usats pels fiscals militars soviètics contra els generals durant el judici secret, sinó que van usar confessions falses extretes als acusats de qualsevol forma.
Temerós de les conseqüències de llançar a generals populars i a herois de guerra en un fòrum públic, Stalin ordenà que el judici havia de realitzar-se en secret, i que els acusats havien de ser executats immediatament després del judici.
Tots els condemnats van ser rehabilitats el 31 de gener de 1957, citant l'absència d'essència de cap ofensa. Així es concloïa que les detencions, investigacions i judicis s'havien celebrat en una clara violació de les normes de procediment i basant-se en les confessions forçoses, en molts casos obtingudes mitjançant la violència física.

## Qüestions sense resoldre

### Raons i motius
No hi ha cap fet concloent sobre els motius racionals darrere el judici. Durant els anys, els investigadors i historiador han formulat diverses hipòtesis:
La hipòtesi central, i la que té un suport més ampli, és que Stalin simplement decidí consolidar el seu poder eliminant qualsevol potencial rival polític o militar. Vist des del context més ampli del Gran Terror que seguí, l'execució dels generals més populars i millor vistos de l'Exèrcit Roig pot ser un moviment de prevenció de Stalin i de Nikolai Iejov, Comissari del Poble de la Seguretat de l'Estat, per eliminar un rival potencial i una font d'oposició davant la seva projectada purga de la nomenklatura. La caiguda dels primers 8 generals va ser seguida per la detenció de Comissaris del Poble i secretaris regionals del Partit, centenars de membres i candidats al Comitè Central, i milers d'oficials menors del PCUS.
Al final, tres dels cinc Mariscals soviètics, generals, coronels i oficials de rangs menors van ser purgats. Alguns van ser executats, la majoria expulsats de l'exèrcit i/o el partit. Al principi, es pensava que el 25-50% dels oficials de l'Exèrcit Roig havien estat purgats, però els estudis actuals situen entre el 3,7 i 7,7%. S'explica la diferència perquè anteriorment, es subestimava la dimensió del cos d'oficials de l'Exèrcit Roig i es va obviar que la majoria dels purgats només van ser expulsats del partit. El 30% dels oficials purgats 1937-9 van ser readmesos més endavant.
Una altra hipòtesi és que Tukhatxevski i d'altres realment intentaren conspirar contra Stalin. Lev Trotsky, en els seus darrers treballs, argumenta que mentre que era impossible parlar conclusivament sobre el complot, veia indicis en la mania de Stalin d'involucrar-se en tots els detalls de l'organització i logística de l'Exèrcit Roig que els militars tenien motius reals per estar disgustats, motius que haurien portat a un complot. Tot i això, les revelacions de les accions de Stalin després de l'obertura dels arxius soviètics han desacreditat aquesta teoria. Encara que els militars tenien molts motius secrets pel seu descontentament vers Stalin, no hi ha proves creïbles que arribessin a conspirar per eliminar-lo.
Un altre motiu segons alguns autors és el suposat antisemitisme de Stalin. La meitat dels acusats eren jueus: Iakir, Primakov, Feldman i Gamarnik. Una teoria que no encaixa amb el fet que altres càrrecs importants del partit i dels serveis de seguretat molt propers a Stalin fossin també jueus, com Làzar Kaganóvitx. Leonid Raikhman, Naftaly Frenkel. Altres apunten que Stalin tingués un profund ressentiment contra els comandants de l'Exèrcit Roig amb uns registres heroics durant la Guerra Civil, registres que Stalin, mediocre tant com a tàctic militar i com a comissari de guerra, mai no podria igualar, segons aquests autors. Si bé aquesta teoria no encaixa amb el fet que altres militars brillants que esdevindrien posteriorment herois com Júkov, Vassilevski, Malinovski o altres no foren objecte de purgues, tot i que la seva relació no estigués lliure de disputes i tensions polítiques.